# Полна (Псковська область)
Полна (рос. Полна) — присілок в Гдовському районі Псковської області Російської Федерації.
Населення становить 209 осіб. Входить до складу муніципального утворення Полновська волость.

## Історія
Від 2005 року входить до складу муніципального утворення Полновська волость.

## Населення
| 1939 | 2001 | 2002 | 2010 |
| ---- | ---- | ---- | ---- |
| 994  | ↘262 | ↘243 | ↘209 |